# Rafi Lüderitz
Rafi Lüderitz (Berlijn, 19 juni 1930 – Frankfurt am Main, 30 november 1968) was een Duitse jazzmuzikant (drums, piano) van de swing en de modernjazz.

## Biografie
Lüderitz werd in 1946 als autodidact boogiewoogie-pianist, speelde in Amerikaanse soldatenclubs en verhuisde in 1948 naar Frankfurt am Main. In 1953 verhuisde hij naar Parijs, speelde hij in de band van Christian Kellens als drummer en bleef voortaan bij dit instrument. In Parijs werkte hij als drummer in de band van Bill Coleman en terug in Duitsland was hij werkzaam bij de trad-jazzband Two Beat Stompers en bij Attila Zoller. In 1958 verhuisde Lüderitz naar de Verenigde Staten en speelde daar met Kenny Burrell, Coleman Hawkins, Roy Eldridge, Horace Parlan, Houston Person, Lou Donaldson en Ted Curson.
In 1965, terug in Duitsland, trad hij toe tot de band van Klaus Doldinger en vervolgens van Hans Koller. Met hem nam hij het MPS-album Relax with My Horns (1966) op in een trio-bezetting. In hetzelfde jaar verscheen het orgeljazzalbum From twen with Love van de band van Ingfried Hoffmann, waarin Lüderitz en Peter Trunk de ritmesectie vormden. Ook in 1966 nam Lüderitz deel aan de opnamen voor de muziek voor de Will Tremper-film Playgirl. Onder leiding van Peter Thomas zijn ook Ingfried Hoffmann (hammondorgel), Peter Trunk (bas) en Klaus Doldinger (saxofoon) te horen op de soundtrack, die is uitgebracht op een Philips lp. Lüderitz was ook betrokken bij de opnamen van Emil Mangelsdorff.